# Talínský Rybník
Talínský Rybník är en sjö i Tjeckien.   Den ligger i regionen Södra Böhmen, i den centrala delen av landet, 90 km söder om huvudstaden Prag. Talínský Rybník ligger 386 meter över havet. Arean är 0,43 kvadratkilometer. Trakten runt Talínský Rybník består till största delen av jordbruksmark. Den sträcker sig 1,4 kilometer i nord-sydlig riktning, och 0,8 kilometer i öst-västlig riktning.
Följande samhällen ligger vid Talínský Rybník:
- Žďár (233 invånare)
- Talínské Kukle (158 invånare)